# درباره طبقه‌بندی وزن‌های شعر فارسی
دربارهٔ طبقه‌بندی وزن‌های شعر فارسی کتابی از ابوالحسن نجفی راجع به وزن شعر فارسی است که در سال ۱۳۹۴ از سوی نشر نیلوفر منشتر شد. این کتاب، صورت تفصیل‌یافتهٔ یک مقاله است که در سال ۱۳۵۹ منتشر شده بود. نجفی در این کتاب، شیوه‌های مختلف طبقه‌بندی سنتی وزن شعر فارسی را از شیوهٔ پرویز خانلری گرفته تا مسعود فرزاد و حتی عروضیان اروپایی بررسی می‌کند.

## نقد
مهدی شعبانی در مقاله‌ای این کتاب را مفصلاً نقد و بررسی کرده‌است.